# Andrew Jean-Baptiste
Andrew Jean-Baptiste est un footballeur international Haitien né le 16 juin 1992 à Brooklyn. Il joue au poste de défenseur central.

## Biographie
Jean-Baptiste anticipe son passage en pro et signe un contrat Génération Adidas avec la MLS. Il est repêché comme 8e choix de la MLS SuperDraft 2012 par les Timbers de Portland.
Le 12 décembre 2013, Jean-Baptiste est échangé au Chivas USA contre Jorge Villafaña et un choix de repêchage. 

## Palmarès
Vierge